# Linden (Kalifornia)
Linden – jednostka osadnicza w Stanach Zjednoczonych, w stanie Kalifornia, w hrabstwie San Joaquin.